# Coniophanes imperialis
La culebra rayas negras (Coniophanes imperialis) es una especie de culebra que pertenece a la familia Dipsadidae. Su área de distribución incluye el sur de Texas (Estados Unidos), México, Guatemala, Belice, y el noroeste de Honduras.

## Clasificación y descripción
Es una serpiente pequeña color café con un patrón de rayas dorsales y laterales, la raya dorsal frecuentemente indistinta; una raya temporal clara a través de encima del ojo; escamas dorsales en 19 hileras (raramente 21) en la mitad del cuerpo.

### Subespecies
Se distinguen las siguientes subespecies:
- C. imperialis imperialis (Baird, 1859)
- C. imperialis clavatus (Peters, 1864)
- C. imperialis copei Hartweg & Oliver, 1938

## Distribución
Coniophanes imperialis se distribuye en la vertiente del Atlántico desde el sur de Texas a través del este de México (incluyendo la Península de Yucatán) hasta el norte de Honduras. También ocurre en la vertiente del Pacífico en la región del Istmo de Tehuantepec en el sureste de Oaxaca.

## Hábitat
Coniophanes imperialis habita en bosque tropical caducifolio, bosque siempre verde estacional, bosque lluvioso y marginalmente en bosque de pino-encino. Ocurre en áreas forestadas así como en áreas abiertas a lo largo de los márgenes de humedales. Es primariamente terrestre y nocturna, pero ocasionalmente individuos han sido observados en el día desplazándose en la hojarasca buscando presas. Otras han sido observadas bajo troncos. La dieta consiste mayoritariamente de ranas y lagartijas, pero pequeñas serpientes e insectos también son comidos. Las hembras ponen de 3-10 huevos entre mayo y agosto, y los juveniles nacen después de aproximadamente 40 días. Los neonatos miden cerca de 150 mm en longitud total. Esta serpiente es generalmente inofensiva y rara vez muerde.

## Estado de conservación
Esta catalogada como menor preocupación (LC) dentro de la lista roja de la IUCN.